# Heinrich Schrader (Fechter)
Heinrich Schrader (* 1878; † nach 1912) war ein deutscher Fechter. Er focht beim  Deutsch-Italienischen Fechtclub Berlin und nahm an den Olympischen Spielen 1912 in Stockholm teil. Im Degeneinzel verlor er in der ersten Runde jedes Gefecht und schied aus. Weitere Turnierteilnahmen sind nicht bekannt.